# RusLine

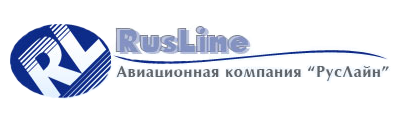
Ehemaliges Logo bis zur Übernahme von Air Volga

RusLine (russisch Авиакомпания РусЛайн/Transkription Awiakompanija RusLajn) ist eine russische Regionalfluggesellschaft mit Sitz in Moskau und Basis auf dem Flughafen Moskau-Domodedowo. Sie ist durch die Übernahme auch Nachfolger der Air Volga.

## Geschichte
Die Fluggesellschaft wurde 1999 als Aerotex Airlines mit Basis auf dem Flughafen Moskau-Scheremetjewo gegründet. Seit März 2013 wird der heutige Name RusLine verwendet. Außerdem wurde die Basis zum Flughafen Moskau-Wnukowo verlegt.
Am 1. April 2010 erwarb die Fluggesellschaft die bankrotte Fluggesellschaft Air Volga. Damit wurde auch das Design dieser Fluggesellschaft übernommen. Das alte Logo wurde damit erneuert. Durch die Übernahme kamen auch sechs Bombardier CRJ200 zur Flotte. Es wurden außerdem einige neue Strecken und die neue Basis am Flughafen Wolgograd in Betrieb genommen. Neue Basis wurde außerdem der Domodedovo Airport – weitere Basen am Flughafen Sankt Petersburg und Flughafen Jekaterinburg kamen neu hinzu.
Nachdem es 2016 zunächst Pläne gab, den Flughafen Paderborn/Lippstadt mit Moskau zu verbinden, wozu es jedoch letztlich nicht kam, kündigte die Fluggesellschaft Anfang 2017 an, ihr Streckennetz auszubauen und flog seit dem 19. April dreimal wöchentlich den Flughafen Leipzig/Halle an. Die Verbindung wurde Ende März 2018 wieder eingestellt.
Im April 2022 wurde die Gesellschaft auf die als „Schwarze Liste“ bezeichnete EU-Flugsicherheitsliste gesetzt und ihr damit der Betrieb in der EU untersagt. Grund dafür ist, dass die russische Föderale Agentur für Lufttransport russischen Gesellschaften erlaubt, ausländische Luftfahrzeuge ohne gültiges Lufttüchtigkeitszeugnis zu betreiben.

## Tochterunternehmen
Das Tochterunternehmen RusLine Technics ist im Bereich der Flugzeugwartung an mehreren Standorten tätig. FastAir International bietet Ersatzteile in ziviler und geschäftlicher Luftfahrt an.

## Flotte

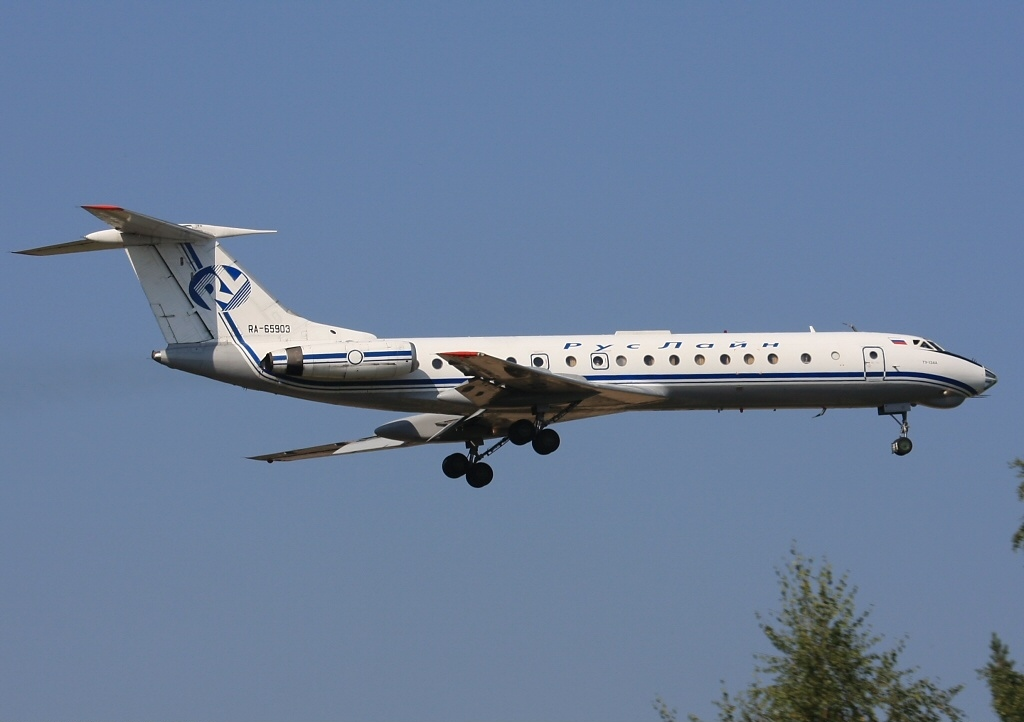
Tupolew Tu-134 in alter Bemalung

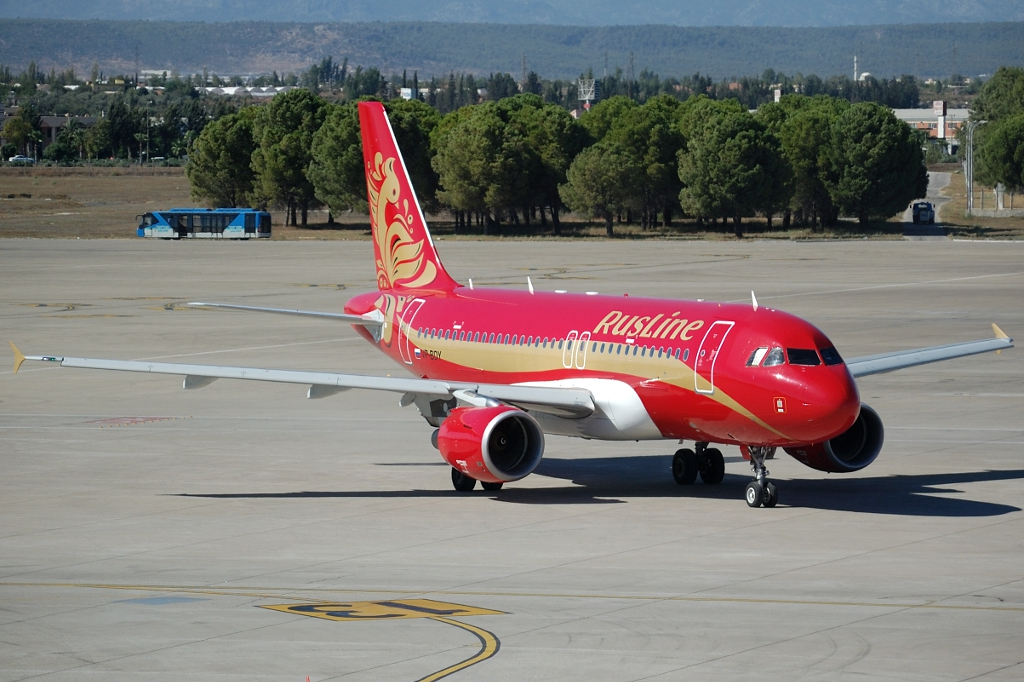
Airbus A319

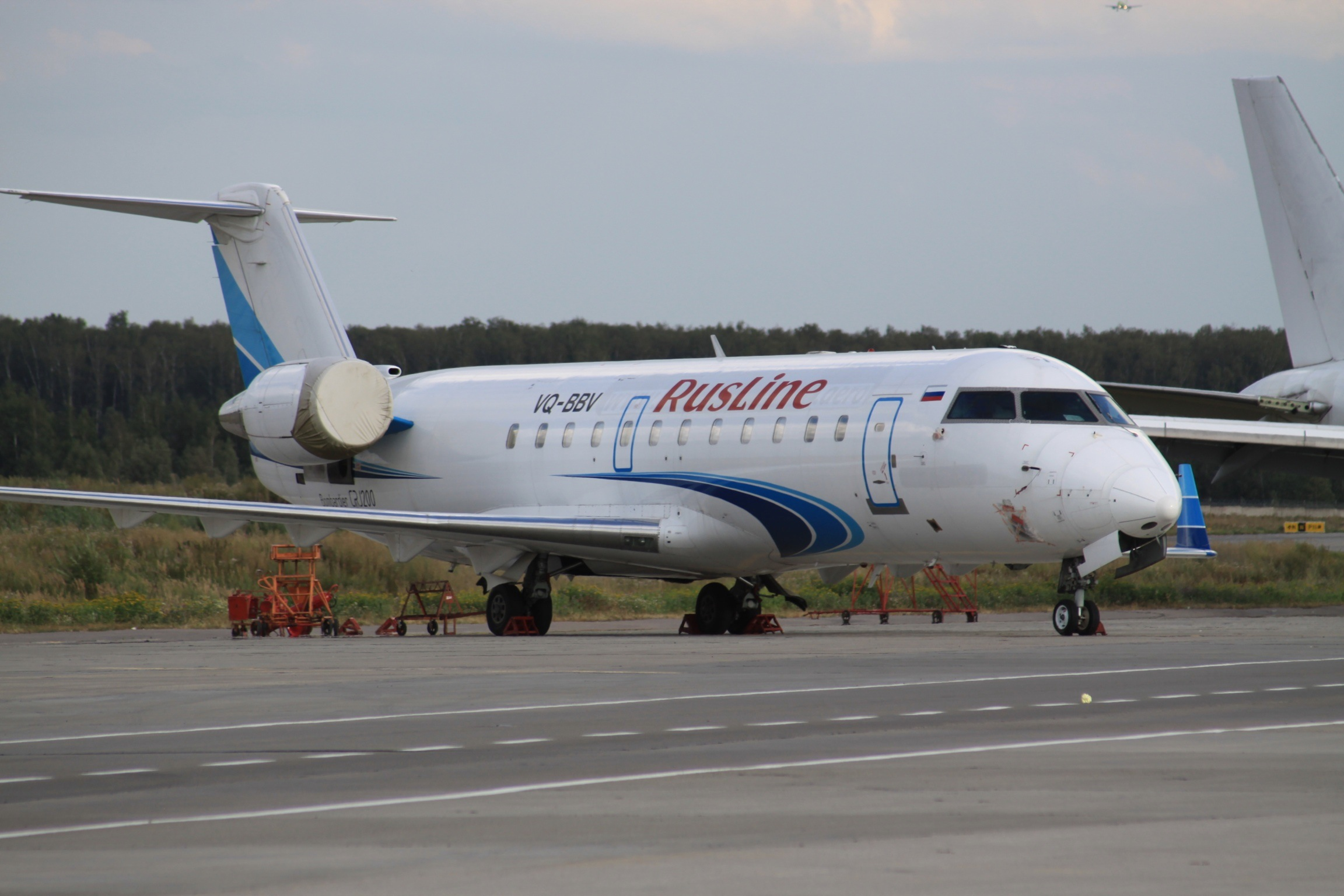
Bombardier CRJ200 in älterer Bemalung

### Aktuelle Flotte
Mit Stand Januar 2024 besteht die Flotte der RusLine aus fünf Flugzeugen mit einem Durchschnittsalter von 23,6 Jahren:
| Flugzeugtyp       | Anzahl | Bestellungen | Anmerkungen   | Sitzplätze | Durchschnittsalter (Januar 2024) |
| ----------------- | ------ | ------------ | ------------- | ---------- | -------------------------------- |
| Bombardier CRJ100 | 2      |              | einer inaktiv | 50         | 23,7 Jahre                       |
| Bombardier CRJ200 | 3      |              |               | 50         | 23,6 Jahre                       |
| Gesamt            | 5      | -            |               |            | 23,6 Jahre                       |

### Ehemalige Flugzeugtypen
Früher besaß die Fluggesellschaft sowjetische Flugzeuge der Typen Tu-134 und Jak-40. Von 2012 bis 2013 flogen auch Airbus A319, die früher easyJet gehörten, als Charterflugzeuge für RusLine. Außerdem wurden seit 2011 auch Embraer EMB 120 eingesetzt.

## Zwischenfälle

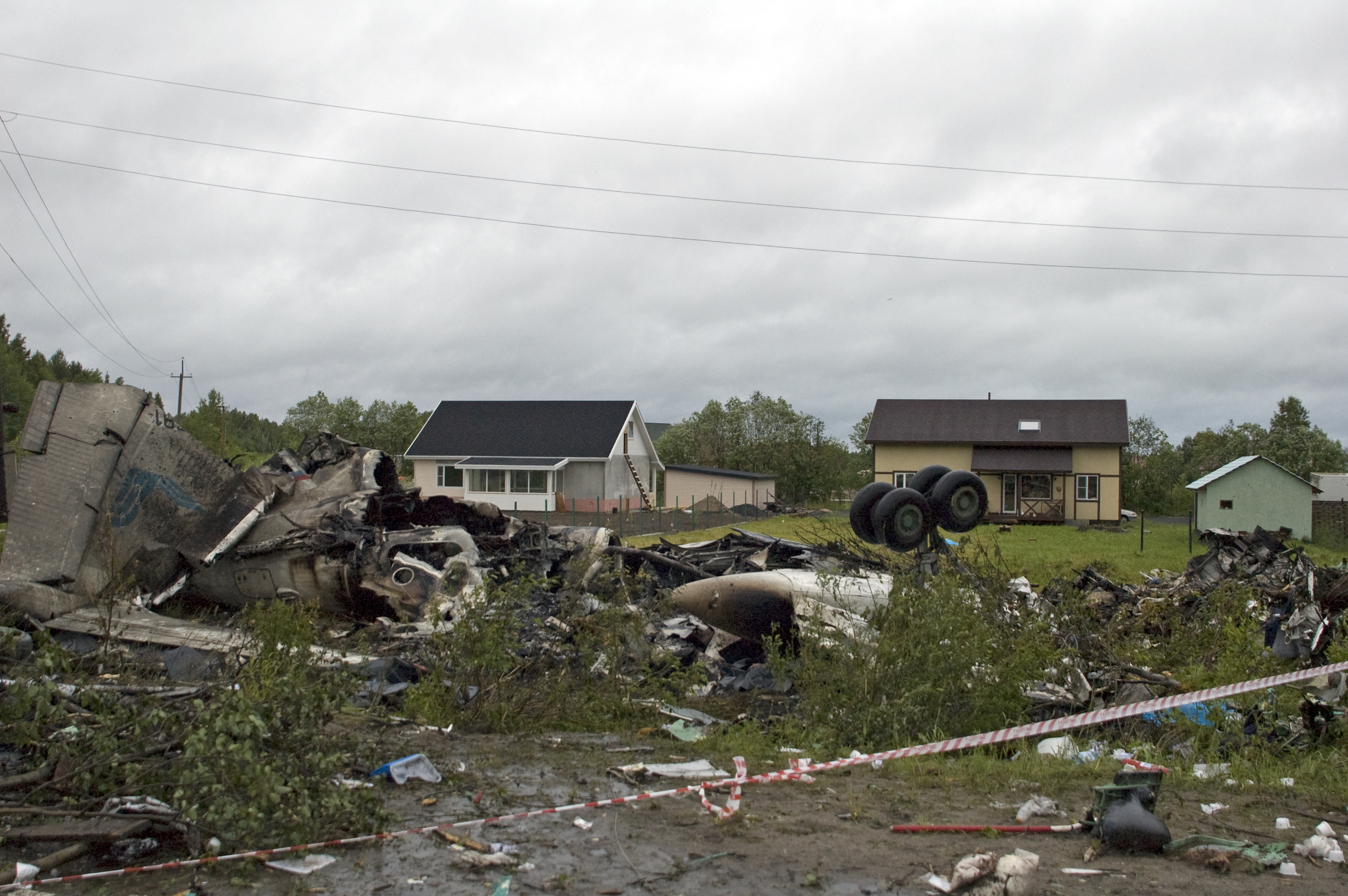
Das abgestürzte Flugzeug

Am 20. Juni 2011 wurde eine zu RusAir gehörende Tu-134 nahe dem Flughafen Petrosawodsk in den Boden geflogen. Das Flugzeug war zuvor in Moskau-Domodedovo gestartet, hatte beim Landeanflug Bäume touchiert und kam dann am Boden auf einer Schnellstraße zu liegen, da die Sicht schlecht und der Höhenverlust unter den Gleitpfad nicht korrigiert worden war. Durch diesen CFIT (Controlled flight into terrain) wurden 47 Insassen getötet, 5 Menschen überlebten den Unfall des Flugzeuges, welches sich aufgrund falscher und unautorisierter Positionsangaben des Navigators ohnehin gar nicht auf der Pistenachse befunden hatte.